# Charles Stewart Parnell
Charles Stewart Parnell (Avondale, Wicklow grófság, 1846. június 27. – Brighton, 1891. október 6.) ír nacionalista politikus.

## Élete
Angol protestáns szülők gyermeke, apja John Henry Parnell földbirtokos volt. Cambridge-ben tanult, 1871-ben örökölte atyai jószágát és 1875-ben South Meath képviseletében a parlamentbe jutott. Itt a Home Rule pártnak azon csoportjához csatlakozott, amely az angol uralmat a leghevesebben ostromolta és rendszeres obstrukcióval akarta a parlamentet az ír követelések teljesítésére kényszeríteni. Parnell rövid idő alatt első szerepet vitt, demagóg beszédmodora pedig Írország legnépszerűbb képviselőjévé tette. Amikor az 1879-es rossz termés láttára Írországban ínség bekövetkezésétől tartottak, Parnell az ún. tartományi liga élére állt, mely a földbirtok radikális reformját tette fő feladatává és 1880 januárjában Amerikába ment, hogy az ottani íreket az ír-kérdés buzgó támogatására megnyerje. Itt kitörő lelkesedéssel fogadták, tekintélyes pénzösszegekre tett szert. Hazatérvén, 1880. május 17-én az új választások után a 68 főnyi képviselőre felszaporodott Home Rule párt vezére lett. Miután a parlament a kabinet által benyújtott bérlet-törvényjavaslatot (1880. augusztus) elvetette, a Parnell által alapított tartományi liga a zöld szigeten rendkívüli tevékenységet fejtett ki, melynek lakói Parnellt Írország "koronázatlan királyának" ünnepelték. A kormány hazaárulással vádolta, de az esküdtek Parnellt mindannyiszor felmentették. 1881 októberében a kormány rövid úton elfogatta és Dublinban a kilmainhami börtönbe záratta, de 1882 májusában szabadlábra helyezte, miután Parnell a bérbeadás kérdésében engedményeket tett. Érdemeinek elismeréséül az írek 1883–84-ben 40 000 fontot gyűjtöttek számára. Az 1885-ös választások alkalmából párthíveinek - parnelliták - száma 85-re emelkedett a parlamentben és a konzervatívokat támogatta, ami által William Gladstone bukását idézte elő. Ezentúl mérvadó szerepet viselt a parlamentben és 1886-ban arra bírta rá Gladstone-t, hogy ő és a liberális párt tekintélyes része a Parnell-féle Home Rule programjának leglényegesebb pontjait, az ír parlamentet és Írországnak törvényhozói függetlenségét elfogadják. Midőn a kormány az Írországban elszaporodott politikai és agrárius gyilkosságok ügyében ellene is vádat emelt, s a gyilkosságokban való részvétellel vádolta (1888). Ártatlansága kiderült, mivel a Timesben közölt és állítólag általa írt levelek egész sorozata hamisítványnak bizonyult. Azonban egy másik, 1890-ben ellene indított per komolyabb volt. A londoni esküdtszék november 17-én Parnellt egy barátjának, O'Shea kapitánynak feleségével való házasságtörés vétségében bűnösnek találván, elítélte. Mindazonáltal a november 25-én megnyílt parlamentben az írek újból vezérüknek ismerték el őt, de az ír szabadelvűeknél tiltakoztak, Gladstone (aki támogatta az önálló ír parlament létrehozását) pedig egy nyílt levélben kijelentette, hogy nem fáradozhat többé Írország érdekében, ha Parnell az ír párt vezetőjének szerepét továbbra is megtartja. Erre az ír pártban rendkívül heves tárgyalások folytak, melyek végül december 8-án teljes szakadáshoz vezettek. A számban nagyobb párt Parnellt a vezérségről letette, aki mellett csak 25 képviselő maradt meg. A felizgatott közvéleményt Parnell azzal csillapította le, hogy 1891-ben nőül vette O′Shea asszonyt. Azon év októberében tüdőgyulladásban elhunyt. Dublini temetésén kétszázezren vettek részt.
Fiatalon tehetséges krikettjátékos volt, többek között az apja által 1835-ben alapított avondale-i klubcsapatban is játszott. Parnell nevét James Joyce is többször megemlíti az Ulysses c. regényében.